# بازی غاز بی‌نام
بازی غاز بی‌نام (انگلیسی: Untitled Goose Game) یک بازی ویدئویی معمایی و مخفی‌کاری است که توسط شرکت مستقل هاوس‌هاوس در سال ۲۰۱۹ تولید شد. در این بازی بازیکن(ها) هدایت یک غاز را با هدف آزار دادن ساکنان یک روستای انگلیسی در دست دارند و با استفاده از قابلیت‌های غاز به دستکاری اشیاء و وسایل درون بازی می‌پردازند تا شخصیت‌های غیرقابل بازی را مجبور به انجام کارهایی کنند تا وظایف مشخص شده در بازی به انجام برسند. این بازی برای مایکروسافت ویندوز، مک‌اواس، نینتندو سوئیچ، پلی‌استیشن ۴ و اکس‌باکس وان عرضه شده‌است.
این بازی نقدهای مثبتی دریافت کرده، جوایز دی.آی.سی.ای. این بازی را به عنوان بازی سال ۲۰۱۹ انتخاب کرد و وبسایت متاکریتیک امتیاز ۸۱ از ۱۰۰ به Untitled Goose Game داده‌است.

## گیم‌پلی

در این نماگرفت از بازی، غاز به‌عنوان شخصیت قابل بازی غات غات می‌کند و یکی از اهالی دهکده را دنبال می‌کند

موقعیت مکانی که بازی در آن رخ می‌دهد، دهکده‌ای انگلیسی است. بازیکنان در این بازی هدایت یک غاز را بر عهده دارند. این غاز می‌تواند غات غات کند، بدود، سرش را خم کند و اشیا را با منقارش بقاپد تا برای اهالی دهکده دردسر درست کند. این دهکده به چندین بخش تقسیم شده‌است. هر بخش دارای فهرستی از کارهایی است که باید انجام شوند. این فهرست شامل اهدافی مثل سرقت اشیای خاص یا فریب دادن انسان‌ها برای انجام کارهای مشخص است. زمانی که به اندازهٔ کافی از این اهداف کاسته شد، یک هدف دیگر افزوده می‌شود که در صورت تحقق آن، غاز اجازه می‌یابد تا به بخش بعدی برود. پس از تکمیل چهار بخش، غاز وارد مدلی مینیاتوری از دهکده می‌شود. در اینجا، غاز زنگ طلایی را می‌دزدد و سپس باید از همان راهی که آمده‌است، برگردد. با بازگشت به بخش‌های قبلی، اهالی دهکده تلاش می‌کنند تا جلوی غاز را بگیرند.
در نهایت، غاز زنگ طلایی را داخل گودالی پُر از زنگ‌هایی که قبلاً دزدیده‌است، می‌اندازد. در این بازی چندین مأموریت مخفی نیز گنجانده شده‌است. دستیابی به این اهداف پنهان نیازمند پیمودن چندین منطقه یا تکمیل یک منطقه در یک محدودیت زمانی است. در صورت تکمیل تمامی اهداف اختیاری، به بازیکن یک تاج داده می‌شود تا غاز آن را به سر کند.
در صورت فعال‌سازی گزینهٔ اشتراکی چندنفرهٔ محلی که در به‌روزرسانی‌های بعدی اضافه شد، این امکان به بازیکن دوم داده می‌شود تا یک غاز چینی را هدایت کند. در این صورت، هر دو غاز برای رسیدن به اهداف با هم همکاری می‌کنند.